# Générac (Gard)
Générac ist eine französische Gemeinde mit 4039 Einwohnern (Stand 1. Januar 2022) im Département Gard in der Region Okzitanien. Sie gehört zum Kanton Saint-Gilles im Arrondissement Nîmes.

## Geographie
Générac liegt etwa 15 Kilometer südlich von Nîmes in den Costières de Nîmes. Im Westen grenzt es an die Gemeinde Beauvoisin, im Nordwesten an die Gemeinde Aubord. Im Südosten grenzt es an die Gemeinde Saint-Gilles.
In Générac wird hauptsächlich Weinbau betrieben. Die auf den Villafranchium-Schottern der Costières de Nîmes gelegenen Rebflächen sind als AOC Costières de Nîmes Terroir klassifiziert.
Générac ist eine relativ waldreiche Gemeinde.
Die Pinienwälder von Générac gehören zu den schönsten Schirmpinienwäldern im Departement Gard. Weiterhin findet man dort Flaumeichen- und Korkeichenbestände.